# Raymond Nakachian
 (juillet 2012).
Raymond Joseph Nakachian est un homme d'affaires né en mai 1932 à Tripoli  au Liban dans une famille chrétienne orthodoxe, d'origine grecque et arménienne, et mort le 16 juin 2014 à Estepona près de Marbella (Espagne). Il possède depuis les années 1990 la nationalité espagnole. 

## Carrière et vie de famille
Raymond Nakachian acquiert rapidement une immense fortune, grâce au pétrole et à la construction en Arabie saoudite.
D'un premier mariage, il a un fils, Raymond Jr, et d'après la presse britannique, deux filles qui ont été enlevées dans les années 1960, et jamais retrouvées[réf. nécessaire].
Il épouse en second mariage une coréenne, Hong-Hee Kim, qui devient chanteuse sous le nom de Kimera. Étant à l'origine de la carrière de sa femme, il devient son producteur en 1984 et participe à la composition de plusieurs de ses chansons. 
Parallèlement à son travail de producteur, il reste le PDG d'une quarantaine de sociétés et négociateur de contrats pour de grandes entreprises. Il attise la méfiance de beaucoup de sociétés quand il projette d'imposer une marque de ciment grec en France, s'attaquant ainsi au quasi-monopole du ciment Lafarge.
Son train de vie luxueux et très « jet-set » attire l'œil de la presse ; quand sa fille Mélodie, qu'il a avec Kimera, est enlevée le 9 novembre 1987 à Marbella par une équipe dont fait partie Alain Coelier, on voit surgir des rumeurs, sans réel fondement, sur un passé de trafiquant d'or et de diamants. La presse annonce même que la famille pourrait connaître les ravisseurs et que le rapt serait un règlement de comptes entre hommes d'affaires. Il a attaqué de nombreux journaux pour diffamation en obtenant parfois gain de cause.
Raymond Nakachian est lié à l'Académie des sciences de Russie pour sa participation financière à la recherche oncologique.
En 2007, il publie sur le site Web de Kimera un livre retraçant l'enlèvement et la libération de sa fille, 11 days - missing Mélodie.
Anestena dit : 
J'ai connu personnellement Raymond Nakachian qui m'avait invité chez lui à Marbella. Il m'a envoyé une voiture pour me chercher à Malaga et m'a pris une chambre d'hôtel au Puente Romano. Le lendemain, j'étais invité chez lui. Contrairement à ce que l'on peut penser d'un milliardaire, j'ai été surpris par la simplicité de la personne. Devant la maison, traînaient les jouets des gamins (voiture à pédale en plastique, etc ...). J'ai été séduit par cette simplicité ! J'ai joué du piano avec Mélodie sur les genoux, les petits chiens autour de moi dans une ambiance simple et conviviale. Anecdote de Kimera :  Elle a dit à table : "Mon mari, quand il se met en colère, c'est un ouragan !". C'est vrai qu'il avait une Rolls décapotable et nous sommes allés à Puerto Banús. Mais, jamais je n'ai senti une quelconque réflexion de sa part de supériorité ! J'ai apprécié ce moment de ma vie. Je connais tous les détails de l'enlèvement de sa fille qu'il m'a expliqué. C'est une famille simple et charmante.
Il meurt ruiné en 2014.